# Holunderblüte (Novelle)
Holunderblüte ist eine Novelle von Wilhelm Raabe und zählt zum poetischen Realismus. Ein Arzt und Herzspezialist wird durch den Tod einer Patientin an eine Begegnung in seiner Studienzeit 1819 erinnert: Vor vierzig Jahren begegnete der Student Hermann in Prag dem jüdischen Mädchen Jemima Löw.

## Inhalt
Die Erinnerung wird von einem Holunderblütenkranz der verstorbenen Patientin geweckt. Denn auch auf dem alten jüdischen Friedhof, dem Beth-Chaim (dt. Haus des Lebens), wuchs Holunder (gemeint ist, wie es auch ausdrücklich heißt, der Gemeine Flieder). Hermann trifft Jemima, die ihm von den Bestatteten und den Legenden ihres Volkes berichtet. Anfangs ist der Friedhof dem Studenten unheimlich, es scheint ihm zu spuken, aber je länger er mit Jemima dort herumspaziert, desto vertrauter wird ihm der Platz. Am Grab der Tänzerin Mahalath sagt Jemima, wie die Tote habe auch sie ein krankes Herz und werde daran sterben müssen. Der junge Medizinstudent will das nicht glauben, fühlt seine enge Zuneigung zu ihr und versucht, ihr die Todesahnung auszureden. Auf Rat des alten Friedhofspförtners verlässt er kurz darauf die Stadt und nimmt ein Studium in Berlin auf. Jemima bleibt zurück. Von Vorahnungen geplagt (während des Begräbnisses von Jemima in Prag scheint Hermann in Berlin aus einer seelischen Winterstarre zu erwachen) kehrt er 1820 am Festtag des Heiligen Johannes Nepomuk nach Prag zurück und erfährt vom Tod des Mädchens.
Die Erzählung des Arztes vierzig Jahre später ähnelt, vor diesem Hintergrund, einer Beichte. Jahrzehntelang glaubte er, er trage Schuld am Tod des Mädchens. Medizinisch konnte er ihr damals tatsächlich nicht helfen, – wohl aber menschlich. Dieses Versagen gesteht er sich ein. Das Eingeständnis verbindet sich mit dem Erkennen der tragischen Züge jüdischen Lebens durch die Jahrhunderte.

## Entstehungsgeschichte
Wilhelm Raabes Novelle „Holunderblüte“, deren ursprünglicher Titel „Ein Ballkranz“ lautete, entstand zwischen November 1862 und Januar 1863. Sie stellt ein Frühwerk Raabes dar und fällt zeitlich in seine Stuttgarter Jahre, in denen u. a. Werke wie Der Hungerpastor (1864), „Abu Telfan oder die Heimkehr vom Mondgebirge“ (1867) oder Der Schüdderump (1869) entstanden sind. Für die Holunderblüte unterbrach Raabe die Arbeit am Hungerpastor – seinem erfolgreichsten Roman. Als die Novelle in der Stuttgarter Zeitschrift Über Land und Meer erschien, blieb sie jedoch fast unbeachtet.
Eindeutigen Bezug nimmt Raabe in seiner Erinnerung aus dem ‚Hause des Lebens’ – so der Untertitel – auf seinen Besuch in Prag vom Mai 1859. Prag besuchte er im Verlauf einer Bildungsreise, deren andere Stationen Leipzig, Dresden, Wien, Süddeutschland und das Rheinland waren. In Prag sah der damals 28-jährige Autor u. a. den jüdischen Friedhof, der ihn zur „Holunderblüte“ anregte.

## Zeitgeschichtliche Bezüge
1780, im gleichen Jahr wie Mahalath, starb Kaiserin Maria Theresia. Mit der Regierung ihres Sohnes Joseph II. wurde ein Reformprogramm in Angriff genommen, das u. a. zur Emanzipation der Juden beitrug. Der Status der kleinen jüdischen Bevölkerungsgruppe wandelt sich: Aus einer geduldeten und rechtlich eingeschränkten Minderheitengruppe wurden gleichberechtigte Bürger.
Die Haupthandlung ereignet sich 1819. In diesem Jahr erreichte die antisemitische Hetze einen Höhepunkt in Deutschland (vgl. Hep-Hep-Krawalle). Der Jurist Hartwig von Hundt-Radowsky forderte etwa, alle jüdischen Männer zu kastrieren und die jüdischen Frauen in Bordelle zu bringen. Raabe lehnte die antisemitisch-rassistischen Strömungen ab. Er legte die Handlung seiner Novelle mit Bedacht in das Jahr 1819 und verurteilt so die zeitgenössische Judenfeindlichkeit, indem er die jüdische Protagonistin positiv darstellt und die Feindseligkeit seiner eigenen christlichen Kultur anprangert.

## Aufbau der Novelle
Die Erzählung ordnet sich in drei konzentrische Erzählkreise. Sie sind jeweils ca. 40 Jahre voneinander getrennt: Mahalath stirbt 1780, Jemima begegnet Hermann 1819, der Arzt erinnert sich um 1860 an ihre Begegnung.
Die Rahmenhandlung schildert das Verhältnis des Herzspezialisten zu einer Patientin und beinhaltet eine Selbstreflexion des Erzählers. Sie ist im Berichtston abgefasst, also nüchtern und sachlich. Der Rahmen übernimmt novellentypisch die Funktion der Einstimmung, er schlägt Grundmotive an und ist voller symbolischer Vorausdeutungen.
Die Binnenhandlung dominieren Hermann und Jemima. Interessant an dieser Figurenkonstellation erscheinen zunächst ihre gleichen Voraussetzungen, denn beide haben ähnliche Probleme: Hermann fühlte sich in seiner Kindheit gefangen durch einen verhassten Vormund. Bei Jemima ruft das Prager Judenghetto ganz ähnliche Gefühle hervor. Beide streben nach Licht und Freiheit, die sie in ihrer herkömmlichen Umgebung nicht finden können. Deshalb bricht Hermann in ein neues Studentenleben aus: Dies ist eine Flucht aus dem Zwang, die aber nicht befreiend ist.
Den Kern der Erzählung bildet Jemimas Erzählung von der Tänzerin Mahalath, die auf dem jüdischen Friedhof in Prag begraben liegt. Jemima leitet die Kerngeschichte durch den Ausruf „Das bin ich“ ein, wobei sie auf das Grab deutet. Die tragische Geschichte über eine Jüdin folgt, die sich unglücklich in einen jungen Adligen verliebte und an einem kranken Herzen starb. Ein ebenso krankes Herz besitzt Jemima selbst, und sie weiß, dass sie – wie zuvor Mahalath – daran sterben wird.
Damit ist die Grundproblematik der Novelle dargelegt: In allen drei Figurenpaaren geht es um ein krankes Herz und um eine gesellschaftlich nicht legitimierbare (Liebes-)Beziehung. Der Tod der Frauen lässt die Männer mit dem Gefühl der Schuld zurück.

## Ausgaben
- Raabe, Wilhelm: Holunderblüte. Eine Erinnerung an das Prager Ghetto, Vitalis, Prag 1997. ISBN 80-8593815-4. Onlineversion im Projekt Gutenberg.
- Raabe, Wilhelm: Holunderblüte. Hrsg. v. Dieter Arendt, Reclam, Stuttgart 2010. ISBN 978-3-15-008485-4.